# Paradoxo do enforcamento inesperado
O Paradoxo do enforcamento inesperado, Paradoxo do carrasco, Paradoxo da visita inesperada, Paradoxo do teste surpresa ou Paradoxo da previsão é um paradoxo sobre as expectativas de uma pessoa sobre o momento de um evento futuro (por exemplo, um prisioneiro a ser enforcado ou um teste de escola), o que ocorrerá em um momento inesperado.
Apesar do interesse acadêmico significativo, não houve consenso sobre sua natureza precisa por muito tempo, sendo sua resolução final "correta" estabelecida recentente. Uma abordagem, oferecida pela escola de lógica de pensamento e mais tarde tida como mais próxima da resolução correta, sugere que o problema se coloca em uma declaração de auto-referência, auto-contraditória no coração da sentença do juiz. Outra abordagem, oferecida pela  escola epistemológica de pensamento, sugere que o paradoxo é um exemplo de um paradoxo epistêmico porque se transforma em nosso conceito de conhecimento. Embora seja aparentemente simples, as complexidades subjacentes ao paradoxo o levou a ser chamado um "problema significativo" para a filosofia.

## O paradoxo
Uma das versões mais conhecidas do paradoxo pode ser apresentada da seguinte maneira:
Hoje é sábado, e é decretado que o prisioneiro será enforcado na semana seguinte (entre domingo e sábado) ao meio-dia. É decretado também que o enforcamento ocorrerá em um dia inesperado, ou seja, só será descoberto o dia do enforcamento no próprio dia.
O prisioneiro, esperando saber quantos dias de vida ainda lhe restam e, presumindo que o decreto diga a verdade, passa a procurar as possibilidades para a data do enforcamento inesperado.
Ele conclui que o enforcamento não pode ocorrer no sábado seguinte, pois se ocorresse no sábado, sexta-feira após ao meio-dia já se saberia o dia do enforcamento com certeza e ele já não seria mais inesperado. Podemos então eliminar o sábado da lista de possíveis dias para o enforcamento.
O enforcamento não poderá ocorrer na sexta-feira pois na quinta-feira ao meio-dia já se saberia o dia do enforcamento (em vista que já sabemos que ele não ocorrerá no sábado).
De modo análogo podemos concluir que o enforcamento não ocorrerá na quinta-feira, na quarta-feira, na terça-feira, na segunda-feira e no domingo. Chegamos então a conclusão que o enforcamento não pode ocorrer da forma que foi anunciado.
O paradoxo decorre do fato que, uma vez que o enforcamento não pode ocorrer de acordo com as regras estabelecidas, não se espera que ele ocorra em nenhum dia da semana. Supondo que o diretor da prisão resolva enforcar o prisioneiro na quarta-feira, ele será totalmente imprevisto, pela própria razão que levou o prisioneiro a considerar que não poderia ser imprevisível.

### Variações
Em formas diferentes do paradoxo, o enforcamento é substituído pelo anúncio, por um amigo, de uma visita inesperada na semana seguinte (paradoxo da visita inesperada) ou pelo anúncio, por um professor, de que na semana seguinte haverá uma prova surpresa.

## A resolução
Após várias discussões e tentativas de resolução do paradoxo, desde sua primeira aparição impressa em 1948, finalmente uma explicação aceita atualmente foi dada pelo filósofo e economista Rodrigo Mahlmeister. Primeiramente redigida em seu bloco de anotações, a análise minuciosa das situações que carregam essa aparente contradição foi adaptada e digitalizada, para que fosse utilizada também em aulas de lógica mundo afora. A publicação de Mahlmeister segue abaixo, em itálico:
Quando sabe-se um número certo de vezes que um evento ocorrerá no decorrer de um período pré-determinado, primeiramente é necessário explicitar que há duas condições que precisam ser verificadas para que o aparente paradoxo se confirme:
1. O tempo precisa estar dividido em partes menores do que o período estipulado durante o qual o evento poderá ocorrer - caso contrário, haveria infinitos instantes para o evento acontecer. Logo, qualquer desses instantes poderia abrigar uma surpresa. Quando o tempo é dividido em dias ou em horas, por exemplo, supõe-se que o evento poderá ocorrer em um número finito de intervalos.
2. Deve existir um intervalo entre os períodos que consideramos capazes de conter o evento - caso contrário, não necessariamente ter-se-ia tempo de raciocinar se o evento continua nos sendo uma surpresa ou já deixou de sê-la.

Para ilustrar o paradoxo, que pode ser encontrado em diversas situações, tomemos a hipótese de uma prova surpresa que será aplicada em alguma das aulas que ocorrem em todos os dias úteis de uma determinada semana (verifique que a situação atende às condições 1 e 2: o tempo está dividido em aulas, uma a cada dia, e há um intervalo entre cada uma).
Temos, então, duas condições diferentes que precisam ser atendidas simultaneamente para que a situação da "prova surpresa" exista:
a) a prova pode acontecer na segunda, na terça, na quarta, na quinta ou na sexta.
b) a prova será uma surpresa.
Analisemos separadamente cada condição: 
Segundo o item 'a', poderíamos chutar aleatoriamente o dia da prova, com a probabilidade de 1/5 de chance de acerto. O professor que aplicasse semelhante prova poderia muito bem sortear esse dia. Se, depois de fazê-lo, escrevesse os dias possíveis, cada um em um papelzinho, e os colocasse todos num mesmo saco, estando o papel do dia sorteado para acontecer a prova com uma devida marca, qualquer um que quisesse descobrir o dia coletando os papéis, um por um, perceberia qual foi o sorteado, no máximo, até pegar o quarto papel. O quinto não seria preciso, pois mesmo que o dia sorteado estivesse no último papel a ser retirado do saco, por uma consequência lógica e obvia, seria possível sabê-lo após o quarto papel retirado sem a devida marca.
Segundo o item 'b', não sabemos da  ocorrência da prova até que a verifiquemos. Sendo inesperada, ela nos surpreenderá.
A complicação se dá na medida que se constata a contradição ao supor uma situação em que os itens 'a' e 'b' ocorram concomitantemente. Depreendendo da nossa análise dos dois itens acima, é importante lembrar, inferimos que nunca seria necessário verificar o último papelzinho restante no saco; além disso, concluímos que uma prova surpresa pressupõe que não podemos saber o dia da tal prova até que ela ocorra. 
Analogamente ao que acontece com os papéis dentro do saco, para descobrirmos o dia da prova, teríamos que esperar até, no máximo, quinta-feira depois da aula. Depois disso, a prova deixa de ser uma surpresa - posto que "o que há no último papelzinho" nunca surpreende. Certifica-se, então, que os itens 'a' e 'b' se anulam reciprocamente: se a prova é surpresa, ela não pode acontecer em todos os cinco dias considerados; e se pudesse acontecer nos cinco dias, ela não seria uma surpresa em todos eles, já que uma prova na sexta-feira seria previsível.
A imprevisibilidade da tal prova em qualquer que seja o dia no qual ela ocorra pressupõe, assim, que não exista uma última ocasião possível para ela acontecer. Ou seja: os itens 'a' e 'b' nunca ocorrerão simultaneamente, já que para tanto seríamos obrigados a desconsiderar a ocorrência da prova na última ocasião, já invalidando o item 'a' (e sempre que desconsideramos a última ocasião possível, outra última ocasião possível surge - a da aula anterior).
Sob essa ótica, então, seria impossível considerar a possibilidade de um professor surpreender seus alunos com uma prova sobre a qual eles não tinham ciência? Em absoluto, nem por sombra: é perfeitamente possível! Ora, se imaginamos que o professor opta por aplicar a prova na quarta-feira, por exemplo, ela sem dúvida seria imprevista pelos alunos. O impossível seria supor que aquela prova seria imprevisível em qualquer dos dias úteis da semana, não deixando de o ser em nenhum dos dias (isso porque é impossível que, passada a aula de quinta, a prova não deixe de ser uma surpresa). 
Não teríamos problemas ao imaginar uma situação em que um professor afirma que será aplicada uma prova na semana seguinte e os alunos, naquele momento, não sabem qual o dia de sua aplicação. Se é esta situação a que nos referimos como uma "prova surpresa", estamos admitindo a noção de surpresa imputando-a ao fato de que os alunos não sabem ao certo a data da prova no momento em que ela foi anunciada pelo professor, mas não necessariamente eles continuam sem sabê-la até que a prova aconteça. 
Dessa forma, não seria certo um professor anunciar uma prova na semana seguinte supondo que, não importando o dia da prova, ela seria sempre uma surpresa. Entretanto, faria sentido se ele afirmasse: '"caros alunos, semana que vem, durante uma das aulas que ocorrerão de segunda a sexta, haverá uma prova e, hoje, vocês ainda não sabem qual dia ela será aplicada" ou, também: "semana que vem, durante uma das aulas que ocorrerão de segunda a sexta, haverá uma prova surpresa; mas, se ela for na sexta, ela não lhes será uma surpresa".
Conclusão: eventos que nunca deixam de ser percebidos como surpresas, sejam eles provas, visitas ou enforcamentos, no decorrer de um tempo pré-determinado, de fato não são possíveis. Isso não implica, porém, que eventos a serem concretizados ao longo de um período definido sobre os quais não temos ciência de quando ocorrerão serão sempre previsíveis.